# Carmine Tavano
Carmine Tavano (Manfredonia, 17 luglio 1926 – Foggia, 11 luglio 2013) è stato un politico italiano.

## Biografia
Nato a Manfredonia nel 1926, fu uno storico esponente della Democrazia Cristiana a Foggia, più volte eletto consigliere comunale e provinciale.
Nel novembre 1981 venne nominato vicepresidente della provincia da Michele Protano. Dall'aprile 1988 all'agosto 1990 fu sindaco di Foggia.
Ricoprì per molti anni l'incarico di presidente dell'associazione culturale "Amici del Museo".